# Rhodeus amurensis
Rhodeus amurensis är en fiskart som först beskrevs av Vronsky, 1967.  Rhodeus amurensis ingår i släktet Rhodeus och familjen karpfiskar. Inga underarter finns listade i Catalogue of Life.